# Iwate-Ichinohe-Tunnel
Der Iwate-Ichinohe-Tunnel (jap. 岩手一戸トンネル, Iwate Ichinohe tonneru) ist ein Eisenbahntunnel in Iwate, Japan und liegt auf der Strecke zwischen Morioka und Hachinohe. Der Tunnel wurde für die Tōhoku-Shinkansen gebaut, eine Hochgeschwindigkeits-Eisenbahnverbindung zwischen Tokio und Hachinohe, Präfektur Aomori. Der einzige Zug, der den Tunnel momentan nutzt, ist der Hayate – ein Expresszug zwischen den beiden Endstationen.
Er wurde im Jahre 2002 fertiggestellt (Durchbruch 2000) und galt danach für lange Zeit als der längste Landtunnel der Welt. Mit 25.810 Metern ist er auch heute noch einer der längsten Tunnel der Erde, wurde allerdings im Jahre 2005 auf der gleichen Strecke vom Hakkōda-Tunnel übertroffen, der ca. 26.500 Meter misst.